# 978
Năm 978 là một năm trong lịch Julius.